# Рајанова кћи
Рајанова кћи је британски епски романтични драмски филм из 1970. године у режији Дејвида Лина, по сценарију Роберта Болта и са Робертом Мичамом и Саром Мајлс у главним улогама. Радња филма смештена је између августа 1917. и јануара 1918. године, прича о удатој Иркињи која је имала аферу са британским официром током Првог светског рата, упркос моралном и политичком противљењу својих национално оријентисаних суседа. У споредној глумачкој екипи играју Џон Милс, Кристофер Џонс, Тревор Хауард и Лео Мекерн. Филм је поновно препричавање радње романа Госпођа Бовари Гистава Флобера из 1857. године.
Филмску музику је написао Морис Жар, а филм је у формату Super Panavision 70 снимио директор фотографије Фреди Јанг. У првобитном издању, Рајанова ћерка је оштро примљена од критичара, али је постигла успех на благајнама, зарадивши скоро 31 милион долара  уз буџет од 13,3 милиона долара, што је филм сврстало на осмо место филма са највећом зарадом 1970. године. Рајанова ћерка је номинована за четири Оскара и победио у две категорије.

## Прича
У августу 1917, Рози Рајан, једина ћерка локалног цариника, удовца Тома Рајана, досадила је живот у Кирари, изолованом селу на полуострву Дингл у округу Кери на југозападу Ирске. Сељани су ирски националисти, који се ругају британским војницима из оближњег војног кампа. Том Рајан јавно подржава недавно потиснути Ускршњи устанак, али тајно служи Британцима као доушник.
Рози се заљубљује у сеоског учитеља, удовца Чарлса Шонесија. Она замишља, иако он покушава да је убеди у супротно, да ће он некако дати на узбуђењу њеном животу. Они се венчају и настањују се у школи, али он је тих човек, незаинтересован за физичку љубав.
Мајор Рендолф Доријан долази у октобру 1917. да преузме команду над војним логором. Након што је добио Викторијин крст за учешће на Западном фронту, он има осакаћену ногу и пати од шел шока (врста ПТСД-а). Када посети кафану у којој Рози сама служи пиће, сруши се приликом присећања на своје искуство у рововима и она га теши. Њих двоје се страствено љубе док их не прекине долазак Рајана и других. Следећег дана њих двоје одлазе у шуму ради страствене везе и воде љубав по први пут. Чарлс постаје сумњичав према Рози, али своја размишљања задржава за себе.
Чарлс води школарце на плажу, где примећује Доријанове и женске отиске у песку. Он прати отиске до пећине и замишља Доријана и Рози како воде аферу. Мештанин заостао у развоју, Мајкл, такође примећује отиске стопала и претражује пећину. Пронашавши дугме на Доријановој униформи, закачи га на ревер и поносно парадира кроз село, али трпи злостављање од стране сељана. Када Рози прође, Мајкл јој нежно прилази. Између Розиног ужаса и Мајклове пантомиме, сељани претпостављају да она има аферу са Доријаном.
Једне ноћи у јануару 1918, током жестоке олује, вођа ИРБ Тим О'Лири и мала група његових људи стижу у Рајанов паб тражећи помоћ да поврате пошиљку немачког оружја која је плутала са брода према плажи. Пре него што оду, убију полицајца. Када оду, Рајан јавља Британцима. Испоставило се да читаво село помаже побуњеницима, а Рајан је споља најпосвећенији задатку, непрестано упадајући у разбијаче да спасе кутије оружја и експлозива. О'Лири је је дирнут Рајановом оданошћу, а сељани су одушевљени. Они весело ослобађају натоварени камион побуњеника из мокрог песка и прате га уз брдо. Доријан, чекајући на врху са својим трупама, заробљава људе и оружје. О'Лири прави пробој али Доријан се пење на камион и обара га једним ударцем из пушке. Онда доживи флешбек и колабира. Рози забринуто пролази кроз масу људи, љутећи сељане.
Чарлс каже Рози да је допустио да њена афера иде својим током, надајући се да ће заљубљеност проћи, али сада жели да се растане. Рози каже да је афера завршена, али те ноћи напушта њихов кревет у спаваћици да би се нашла са Доријаном. Ужаснут, Чарлс одлута у ноћној одећи до плаже, где га проналази парох отац Колинс. Сељани упадају у школску зграду и хватају Рози, уверени да је обавестила Британце о испоруци оружја. Рајан са стидом и ужасом посматра како његова ћерка преузима кривицу за његове поступке. Руља јој шиша косу и скида одећу.
Доријан шета плажом и даје своју кутију за цигарете Мајклу. У знак захвалности, Мајкл води Доријана до скровишта оружја, укључујући динамит, које није пронађено. Након што је Мајкл побегао, Доријан изврши самоубиство детонирајући експлозив. Следећег дана, Рози и Чарлс одлазе за Даблин. Отац Колинс их прати до аутобуске станице и каже Чарлсу да је његова једина сумња иста као и Чарлсова: да ли ће се он и Рози раздвојити.

## Глумачка подела
- Роберт Мичам - Чарлс Шонеси
- Сара Мајлс - Роузи Рајац
- Тревор Хаурд - отац Хју Колинс
- Џон Мајлс - Мајкл
- Кристофер Џоунс - мајор Рандолф Доријан
- Лео Макерн - Томас Рајан
- Бери Фостер - Тим О'Лири
- Џералд Сим - капетан Смит
- Евин Краули - Морин Кесиди

## Продукција
Продукција је углавном снимана на полуострву Дингл у округу Кери, Ирска, 1969. Међутим, због лошег времена, многе сцене на плажи снимљене су у Јужној Африци, које је лако препознати по белом песку. Бродолом у којем Доријан детонира експлозив је олупина Какапоа који је снимљен јужно од Кејптауна.

### Развој
Првобитна идеја Роберта Болта била је да сними филм Мадам Бовари, у којем главну улогу игра Мајлс. Лин је прочитао сценарио и рекао да му није занимљив, али је предложио Болту да би желео да га преради у другу поставку. Филм и даље задржава паралеле са Флоберовим романом – Рози је паралелна са Емом Бовари, Чарлс је њен муж, мајор Доријан је аналоган Родолфу и Леону, Еминим љубавницима.

### Кастинг
Алек Гинис је одбио улогу оца Колинса; улога је била написано имајући на уму њега, али Гинис, римокатолички преобраћеник, имао је приговор на оно што је сматрао за нетачан приказ католичког свештеника. Његови сукоби са Лином док је правио доктора Живага такође су допринели одлуци. Пол Скофилд је био Линов први избор за улогу Шонесија, али није могао да обустави обавезе у позоришту. Џорџ К. Скот, Ентони Хопкинс и Патрик Макгуан су разматрани, али нису контактирани, док је Грегори Пек лобирао за ту улогу, али је одустао након што је продукција позвала Роберта Мичама.
Наводно, Мичам је у почетку није био вољан да глуми. Иако се дивио сценарију, у то време је пролазио кроз личну кризу и када га је Лин притиснуо зашто неће бити доступан за снимање, рекао му је: "Заправо сам планирао да извршим самоубиство." Када је чуо за ово, сценариста Болт му је рекао: „Па, ако само завршиш рад на овом јадном малом филму и онда се овериш, ја бих био срећан да покријем трошкове твоје сахране.“
Улога мајора Доријана писана је за Марлона Бранда, који је у почетку прихватио, али проблеми са продукцијом Burn! натерали су га да одустане. Питер О'Тул, Ричард Харис и Ричард Бартон такође су разматрани као кандидати за улогу. Лин је тада видео Кристофера Џонса у филму The Looking Glass War (1969) и одлучио да мора да добије Џонса за улогу, па га је изабрао а да га никада није срео. Мислио је да Џонс има тај ретки Брандо/Дин квалитет који је желео на филму.

### Снимање
Лин је морао да сачека годину дана пре него што се појавила прилично драматична олуја. Слика је чувана од прскања помоћу стакленог диска који се окреће испред сочива, познатог као Clear View screen.
Мичам се сукобио са Лином, рекавши да је „Радити са Дејвидом Лином као да градиш Таџ Махал од чачкалица"; упркос томе, Мичам се поверио пријатељима и породици да сматра да је Рајанова кћи једна од његових најбољих улога и жалио је због негативног одговора који је филм добио. У једном радио интервјуу, Мичам је рекао да је, упркос тешкој продукцији, Лин био један од најбољих редитеља са којима је радио.
Џонс је тврдио да је имао аферу са Шерон Тејт, коју су убили Чарлс Менсон и његови следбеници током снимања, што је уништило Џонса. Мајлс и Џонс су такође почели да се не воле, што је довело до проблема приликом снимања љубавних сцена. Џонс је био верен са Оливијом Хаси, а није га привлачила Мајлс. Чак је одбио да са њом сними шумску љубавну сцену, што је навело Мајлс на заверу са Мичамом. Мичам је био тај који је одлучио да дрогира Џонса тако што је попрскао неодређену супстанцу на његове пахуљице. Међутим, Мичам је ставио превише супстанце и глумац је био готово кататоничан током љубавне сцене.
Џонс и Лин су се често сукобљавали због Џонсове неспособности да уради убедљив британски акценат и зато што је Лин сматрао да је Џонсов глас превише раван да би био убедљив, одлучио је да све Џонсове реплике у постпродукцији дабује репликама Џулијана Холовеја. Лин није био једини који се разочарао у глумца; Џонсово повлачење из глуме наводно је било због лоших критика које је добио за Рајанову кћи.

## Издање

### Цензура
Америчка филмска асоцијација првобитно је дала филму оцену Р. Сцена у којој су Мајлс и Џонс наги, као и теме везане за неверство, били су примарни разлози за одлуку. У то време, МГМ је имао финансијских проблема и жалио се на оцену не због уметничких, већ финансијских разлога (оцена АФА је имала импликације коме, када и у којем обиму ће филм бити приказан).
На жалбеном рочишту, руководиоци МГМ-а су објаснили да им је потребна мање рестриктивна оцена како би привукли ширу публику; иначе предузеће не би могло финансијски да опстане. Жалба је усвојена и филм је добио оцену „ГП“, која је касније постала „ПГ“. Амерички политички саветник Џек Валенти сматрао је да је ово једна од погубних тачки у историји система рејтинга. Када је МГМ поново послао филм МПАА 1996. године, поново је добио оцену „Р“.

### Пријем
Рајанова кћи освојио је два Оскара. Након првог објављивања, Рајанова ћерка је наишла на непријатељски пријем од стране многих филмских критичара. Роџер Еберт му је дао две звездице од четири и написао да су „Линови ликови, добро написани и добро одглумљени, коначно патуљасти због превелике размере фоч,а“. Артур Д. Марфи из Variety-а назвао је филм „бриљантном енигмом, бриљантном, јер је Дејвид Лин у значајној мери постигао храбар и очигледан циљ интимне романтичне трагедије дуж суровог географског и политичког пејзажа Ирске 1916; енигма, јер дужина од можда 30 минута служи да се увећају неке слабости оригиналног сценарија Роберта Болта, да се распрши утицај представа и да преплави изванредну фотографију и продукцију." Новинар Chicago Tribune-а Џин Сискел дао је филму једну и по звездицу од четири и написао: „Лош кастинг, тешка режија која постаје комична током велике љубавне сцене и празноглави ликови чине да је филм Дејвида Лина епско разочарење." Чарлс Чамплин из Лос Анђелес Тајмса је написао: „Оригинална љубавна прича коју је Роберт Болт поставио у ове пусте морске пејзаже изгледа и превише крхка и сувише банална да би издржала страшну тешкоћу трајања од 3 сата и 18 минута Super Panavision-а. Полин Кејл која је писала за Њујоркер наводи: „Не постоји уметничко или морално образложење за овај филм – само сврсисходност... Празнина 'Рајанове кћи' се види у практично сваком кадру. Према Џејмсу Волкоту, на скупу Националног друштва филмских критичара, критичар Time Ричард Шикел упитао је Лина „како неко ко је направио Кратак сусрет може да направи срање као што је Рајанова кћи.“
Појединци приписују негативне критике превисоким очекивањима критичара, након три епска филма које је Лин заредом режирао пре Рајанова кћи. Прелиминарни рез је трајао преко 220 минута и критикован је због дужине и лошег темпа. Лин се осећао обавезним да уклони до 17 минута снимака пре широког приказивања филма. Нестали снимак није враћен нити лоциран. Лин је ове критике схватио веома лично, тврдећи у то време да никада неће снимити још један филм. (Други то оспоравају, наводећи чињеницу да је Лин покушао, али није успео да покрене неколико пројеката, укључујући (Побуна на броду Баунти) Филм је био умерено успешан широм света на благајнама и био је један од финансијски најуспешнијих филмова 1970. у Британији, где се приказивао у биоскопу на Вест Енду скоро две године заредом.
Филм је такође критикован због перципираног приказа ирског пролетаријата као нецивилизованог. Неки су критиковали филм као покушај да се оцрни наслеђе Ускршњег устанка из 1916. и потоњег Ирског рата за независност у вези са ерупцијом „Невоља“ у Северној Ирској у време када је филм објављен.
Од објављивања филма на ДВД-у, Рајанова ћерка је задржала репутацију једног од Лиових најслабијих филмова, критичари су га сматрали „предугачким“ (Variety), „заморним понављањем Госпође Бовари“ (The Times) и „бујним и пренапуханим самозадовољством у којој нам је Дејвид Лин дао много мање него што се на први поглед чини“ (Роџер Иберт). Други елементи, као што је карикатура Џона Милса лика сеоског идиота (за шта је добио Оскара), наишли су на амбивалентан пријем. Преглед извештаја о продукцији филма објављен 2020. године, Прављење Рајанове кћери: митови, лудило и мајсторство у The Irish Times описује његову екстраваганцију и сукобу склону личности на исти начин као и критичари самог филма, „фасцинантног, али на крају осуђеног на пропаст“.